# بال ناودانی

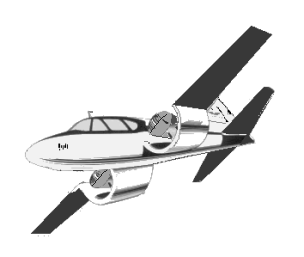
بال ناودانی

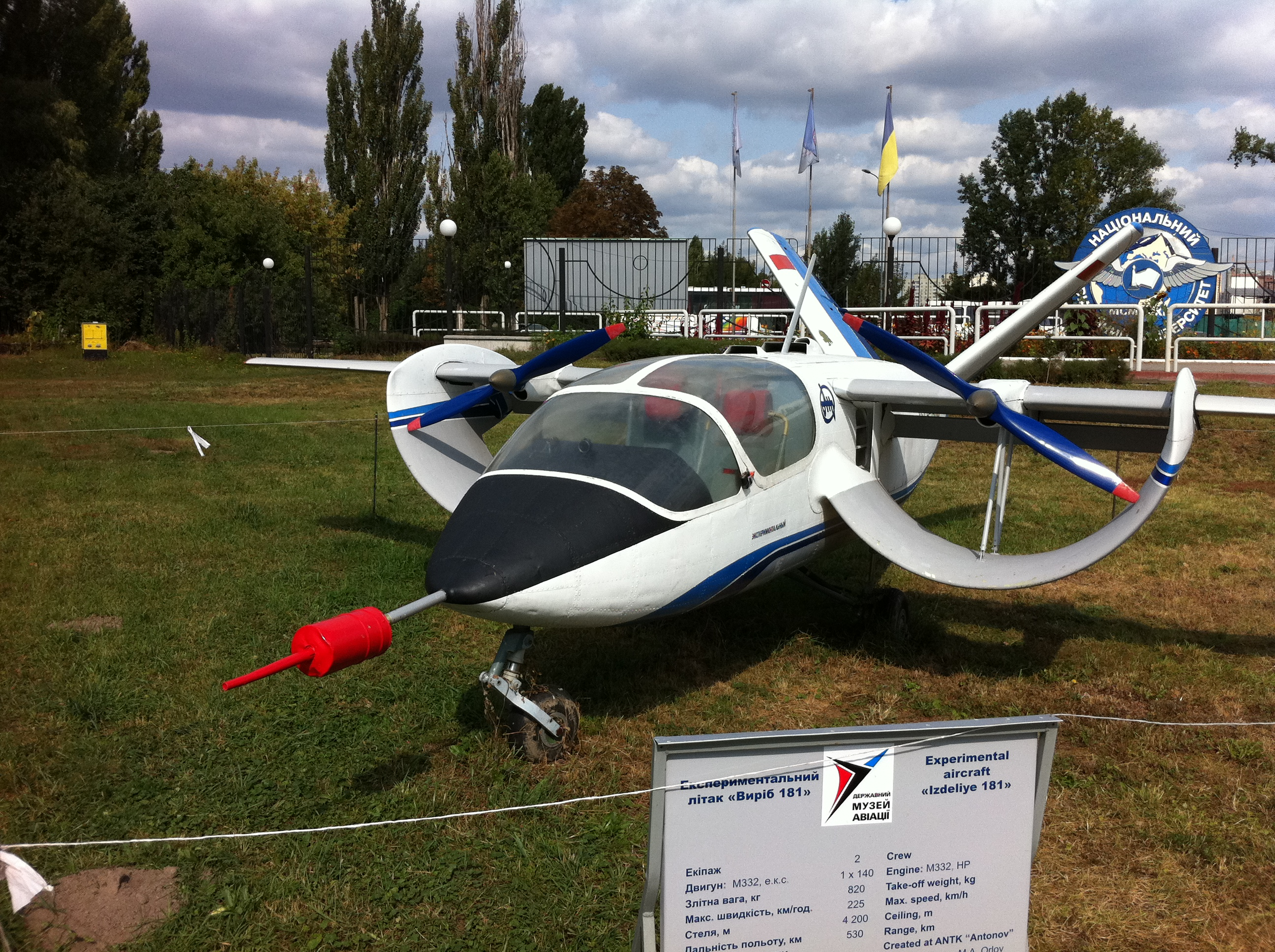
بال ناودانی

بال ناودانی، بال مخصوص هواپیماست که به شکل نصف استوانک (سیلندر) ساخته می‌شود این بال در دهه ۱۹۲۰ توسط ویلارد ری کاستر اختراع شد. قسمت بالایی انحنای ماهیواره بال ناودانی که بالای قسمت داخل سیلندر قرار دارد، نصف گلوگاه را شکل می‌دهد. ملخ هوایی به‌صورتی نصب می‌شود که هوا را از طریق بال ناودانی در طول بالای ماهیواره می‌کشد و حتی زمانی که هواپیما تقریباً دارای سرعت رو به جلو نیست، ایجاد نیروی برار می‌کند. بال ناودانی در هواگردها استفاده شده است، اما وجود مشکلات فنّی از رایج شدن این‌نوع بال جلوگیری کرده است.